# Igrejas Batistas Independentes
Igrejas Batistas Independentes ou Batistas fundamentalistas são um movimento batista fundamentalista. Embora algumas igrejas batistas independentes recusem a afiliação com associações batistas, várias associações da Igreja Batista Independente foram fundadas. 

## História
As primeiras igrejas batistas independentes foram fundadas no início do século 20 nos Estados Unidos em resposta ao modernismo e exegese bíblica e seu desejo de se separar das uniões batistas históricas.
Embora algumas igrejas batistas independentes recusem a afiliação com associações batistas, várias associações da Igreja Batista Independente foram fundadas. Existe a World Baptist Fellowship fundada em 1933 em Fort Worth (Texas) por John Franklin Norris.  Diferenças doutrinárias no último levaram à fundação da Comunhão Batista Bíblica Internacional em 1950 e da Independent Baptist Fellowship International em 1984.  Vários colégios bíblicos batistas independentes também foram fundados. 
Os batistas fundamentalistas no Brasil estão ligados, histórica e teologicamente, a este movimento. Algumas destas associações são a Convenção Batista Conservadora, setores da Igreja Batista Independente, a Igreja Batista Regular, a Igreja Batista Bíblica, Igreja Batista Bíblica Nacional e a Igreja Batista Fundamentalista. Entre seus objetivos estão a manutenção de uma igreja local independente e a não-filiação a nenhuma associação. Desejam manter comunhão com outras igrejas, desde que estas tenham as mesmas práticas litúrgicas e princípios básicos de fé.

## Crenças
As crenças são principalmente batistas e fundamentalistas. Eles recusam qualquer forma de autoridade eclesial que não seja a da igreja local. Grande ênfase é colocada na interpretação literal da Bíblia como o principal método de estudo da Bíblia bem como a inerrância bíblica e a infalibilidade de sua interpretação. Eles se opõem a justiça social e a qualquer movimento ecumênico com denominações que não tenham as mesmas crenças. 

## Abuso sexual
Em 2018, uma investigação do Fort Worth Star-Telegram identificou 412 alegações de abuso em 187 igrejas e instituições Batistas Fundamentalistas Independentes (IFB) nos Estados Unidos e Canadá, com alguns casos datando da década de 1970.
Em novembro de 2023, Let Us Prey: A Ministry of Scandals, um documentário de 4 partes, foi lançado pela Investigation Discovery, destacando o abuso sexual e o encobrimento dentro do movimento Batista Independente.